# Kadiogo
Kadiogo är en provins i Burkina Faso.   Den ligger i regionen Centre, i den centrala delen av landet. Huvudstaden Ouagadougou ligger i Kadiogo. Antalet invånare är 1 365 958. Arean är 2 805 kvadratkilometer.
Följande samhällen finns i Kadiogo:
- Ouagadougou
- Tanghin-Dassouri
- Tansablogo
- Kobogo